# 夜明け/素敵な君
「夜明け／素敵な君」（よあけ／すてきなきみ）は1995年9月21日にフォーライフ・レコードから発売されたRAZZ MA TAZZの5枚目のシングル。

## 概要
・両A面のシングル。
・『夜明け』がNHKテレビアニメ『あずきちゃん』第一期エンディングテーマ。『素敵な君』が『あずきちゃん』の第一期から第三期のオープニングテーマ。
・シングルCDジャケットの表面はRAZZ MA TAZZメンバーの顔写真を配したデザインであるが、裏面はアニメ『あずきちゃん』の登場キャラクターが描かれている。
・本作発売前後の時期に発売されたオリジナル・アルバムに収録されず、ベスト・アルバム『PROFILE 〜SINGLES〜』で初めてアルバムに収録された。
・本作のリリースから約29年半後の2025年2月19日放送分の『ラヴィット!』(TBSテレビ)に阿久がサプライズ出演、『素敵な君』をTV番組で初歌唱した。

## 収録曲
（全作詞：阿久延博　作曲：三木拓次　編曲：今井裕・RAZZ MA TAZZ）
1. 夜明け [5:05]
2. 素敵な君 [3:41]
3. 夜明け（Instrumental） [5:11]
4. 素敵な君（Instrumental） [3:41]

## カバー
『百歌声爛』企画で、巽悠衣子・金元寿子がそれぞれ「素敵な君」をカバーしている。